# Raïon des Nagaïbaks
Le raïon Nagaïbakski (en russe : Нагайбакский район, Nabaïbakskïi raïon) est une subdivision administrative de l'oblast de Tcheliabinsk, en Russie. Son centre administratif est le village de Ferchampenouaz. Il doit son nom à l'ancienne tribu nomade des Nagaïbaks ou Nogaïbaks.

## Géographie
Le raïon Nagaïbakski est limité au nord et à l'est par le raïon de Tchesma, au sud-est par le raïon de Kartaly, au sud-ouest par le raïon d'Agapovka et à l'ouest par le raïon de Verkhneouralsk.

## Histoire
- Divers traces d'activité humaine datant des VIe et Ve siècles av. J.-C.
- Le plus grand tumulus de la région, nommé Ouba Taou, légué par une peuplade sarmate
- Artefacts de l'âge du bronze

## Économie
Économie agricole fondée sur l'élevage.

## Religion
Le doyenné orthodoxe des Nagaïbaks, dépendant de l'éparchie de Magnitogorsk, recoupe les limites du raïon.